# 100 самых влиятельных людей в истории (книга)
100 самых влиятельных людей в истории (англ. The 100: A Ranking of the Most Influential Persons in History) — названия книг американского астрофизика Майкла Харта (англ. Michael H. Hart), опубликованных в 1978 и 1992 годах. Книги представляют собой сборники кратких биографий. В 2022 году скончался последний человек из Списка — Михаил Горбачёв.
Кроме людей из основного списка, в книге приводится Список почётных упоминаний. Для некоторых людей из этого списка также приводятся биографии, но в гораздо меньшем объёме, чем для людей из основного списка.

## Основной список
| Место | Портрет | Имя                            | Годы жизни                            | Примечания |
| ----- | ------- | ------------------------------ | ------------------------------------- | --- |
| 1     |         | Мухаммед                       | 571—632                               | пророк и основатель ислама |
| 2     |         | Исаак Ньютон                   | 1642—1727                             | физик, математик, механик и астроном |
| 3     |         | Иисус Христос                  | 2 год до н. э.—29                     | мессия, основатель христианства |
| 4     |         | Будда Шакьямуни                | 563 год до н. э.—483 год до н. э.     | основатель буддизма |
| 5     |         | Конфуций                       | 551 год до н. э.—479 год до н. э.     | основатель конфуцианства |
| 6     |         | Апостол Павел                  | 5—64                                  | апостол |
| 7     |         | Цай Лунь                       | 50—121                                | изобретатель бумаги |
| 8     |         | Иоганн Гутенберг               | 1397—1468                             | изобретатель книгопечатания |
| 9     |         | Христофор Колумб               | 1451—1506                             | мореплаватель, один из открывателей Америки |
| 10    |         | Альберт Эйнштейн               | 1879—1955                             | физик-теоретик |
| 11    |         | Луи Пастер                     | 1822—1895                             | микробиолог и химик |
| 12    |         | Галилео Галилей                | 1564—1642                             | физик, механик, астроном, философ и математик |
| 13    |         | Аристотель                     | 384 год до н. э.—322 год до н. э.     | философ, основоположник формальной логики |
| 14    |         | Евклид                         | 325 год до н. э.—265 год до н. э.     | математик, «отец геометрии» |
| 15    |         | Моисей                         | XIII в. до н. э.                      | основоположник иудаизма |
| 16    |         | Чарльз Дарвин                  | 1809—1882                             | натуралист и путешественник |
| 17    |         | Цинь Шихуанди                  | 259 год до н. э.—210 год до н. э.     | основатель династии Цинь и первый император объединённого Китая                                                                                        |
| 18    |         | Октавиан Август                | 63 год до н. э.—14                    | римский император, с которым ассоциируется «золотой век» римской культуры                                                                              |
| 19    |         | Николай Коперник               | 1473—1543                             | астроном, математик, механик, автор гелиоцентрической системы мира                                                                                     |
| 20    |         | Антуан Лавуазье                | 1743—1794                             | основатель современной химии |
| 21    |         | Константин I Великий           | 272—337                               | римский император, сделал христианство господствующей религией, перенёс столицу государства в Византий (Константинополь)                               |
| 22    |         | Джеймс Уатт                    | 1736—1819                             | изобретатель-механик. Работы Уатта положили начало промышленной революции                                                                              |
| 23    |         | Майкл Фарадей                  | 1791—1867                             | физик-экспериментатор и химик, исследователь электромагнетизма                                                                                         |
| 24    |         | Джеймс Максвелл                | 1831—1879                             | физик, математик и механик. Заложил основы электродинамики                                                                                             |
| 25    |         | Мартин Лютер                   | 1483—1546                             | христианский богослов, инициатор Реформации, переводчик Библии на немецкий язык. Основатель лютеранства                                                |
| 26    |         | Джордж Вашингтон               | 1732—1799                             | первый президент Соединённых Штатов Америки |
| 27    |         | Карл Маркс                     | 1818—1883                             | философ, социолог, экономист. Основатель марксизма |
| 28    |         | Братья Райт                    | Уи́лбур (1867—1912)/ О́рвил (1871—1948) | авиаконструкторы, лётчики |
| 29    |         | Чингисхан                      | 1162—1227                             | основатель и первый великий хан Монгольской империи |
| 30    |         | Адам Смит                      | 1723—1790                             | экономист, философ-этик; один из основоположников современной экономической теории                                                                     |
| 31    |         | Эдуард де Вер/Уильям Шекспир   | 1550—1604 / 1564—1616                 | поэт и драматург |
| 32    |         | Джон Дальтон                   | 1766—1844                             | химик, метеоролог, естествоиспытатель |
| 33    |         | Александр Македонский          | 356 год до н. э.—323 год до н. э.     | полководец, создатель Македонской империи |
| 34    |         | Наполеон I                     | 1769—1821                             | полководец, император Франции |
| 35    |         | Томас Эдисон                   | 1847—1931                             | изобретатель и предприниматель |
| 36    |         | Антони ван Левенгук            | 1632—1723                             | натуралист, конструктор микроскопов, исследовавший с помощью своих микроскопов структуру различных форм живой материи                                  |
| 37    |         | Уильям Мортон                  | 1819—1868                             | стоматолог и хирург. Считается первооткрывателем общей анестезии, то есть наркоза                                                                      |
| 38    |         | Гульельмо Маркони              | 1874—1937                             | радиотехник и предприниматель, один из изобретателей радио                                                                                             |
| 39    |         | Адольф Гитлер                  | 1889—1945                             | фюрер Германии |
| 40    |         | Платон                         | 427 год до н. э.—347 год до н. э.     | философ, ученик Сократа, учитель Аристотеля |
| 41    |         | Оливер Кромвель                | 1599—1658                             | вождь Английской революции, лорд-протектор Англии, Шотландии и Ирландии                                                                                |
| 42    |         | Александр Белл                 | 1847—1922                             | учёный, изобретатель и бизнесмен, один из основоположников телефонии, основатель компании Bell Labs                                                    |
| 43    |         | Александр Флеминг              | 1881—1955                             | бактериолог, впервые выделивший пенициллин |
| 44    |         | Джон Локк                      | 1632—1704                             | философ, один из самых влиятельных мыслителей Просвещения и теоретиков либерализма                                                                     |
| 45    |         | Людвиг ван Бетховен            | 1770—1827                             | композитор и пианист, представитель «венской классической школы»                                                                                       |
| 46    |         | Вернер Гейзенберг              | 1901—1976                             | физик-теоретик, один из создателей квантовой механики                                                                                                  |
| 47    |         | Луи Дагер                      | 1787—1851                             | художник, химик и изобретатель, один из создателей фотографии                                                                                          |
| 48    |         | Симон Боливар                  | 1783—1830                             | наиболее влиятельный и известный из руководителей войны за независимость испанских колоний в Америке                                                   |
| 49    |         | Рене Декарт                    | 1596—1650                             | философ, математик, механик, физик и физиолог, создатель аналитической геометрии и современной алгебраической символики                                |
| 50    |         | Микеланджело                   | 1475—1564                             | скульптор, живописец, архитектор, поэт, мыслитель. Один из величайших мастеров эпохи Ренессанса                                                        |
| 51    |         | Урбан II                       | 1042—1099                             | папа римский, инициатор Крестовых походов |
| 52    |         | Умар ибн аль-Хаттаб            | 585—644                               | Второй халиф арабского халифата, сподвижник Мухаммеда                                                                                                  |
| 53    |         | Ашока                          | 304 год до н. э.—232 год до н. э.     | правитель империи Мауриев (Индия), распространявший буддизм                                                                                            |
| 54    |         | Аврелий Августин               | 354—430                               | Один из Отцов христианской церкви, основатель августинизма. Родоначальник христианской философии истории                                               |
| 55    |         | Уильям Гарвей                  | 1578—1657                             | медик, основоположник физиологии и эмбриологии |
| 56    |         | Эрнест Резерфорд               | 1871—1937                             | физик. Известен как «отец» ядерной физики, создал планетарную модель атома                                                                             |
| 57    |         | Жан Кальвин                    | 1509—1564                             | богослов, реформатор церкви, основатель кальвинизма |
| 58    |         | Грегор Мендель                 | 1822—1884                             | биолог и ботаник, основоположник учения о наследственности                                                                                             |
| 59    |         | Макс Планк                     | 1858—1947                             | физик-теоретик, основоположник квантовой физики |
| 60    |         | Джозеф Листер                  | 1827—1912                             | хирург и учёный, создатель хирургической антисептики                                                                                                   |
| 61    |         | Николаус Отто                  | 1832—1891                             | изобретатель двигателя внутреннего сгорания |
| 62    |         | Франсиско Писарро              | 1475—1541                             | конкистадор, завоевавший империю инков |
| 63    |         | Эрнан Кортес                   | 1485—1547                             | конкистадор, уничтоживший государственность ацтеков |
| 64    |         | Томас Джефферсон               | 1743—1826                             | деятель Войны за независимость США, один из авторов Декларации независимости, 3-й президент США                                                        |
| 65    |         | Изабелла I (королева Кастилии) | 1451—1504                             | При ней началось объединение Испании, вырос авторитет королевской власти, закончилась Реконкиста, открыта Америка.                                     |
| 66    |         | Иосиф Сталин                   | 1878—1953                             | руководитель СССР |
| 67    |         | Юлий Цезарь                    | 100 год до н. э.—44 год до н. э.      | диктатор Римской республики, значительно расширивший её влияние и территорию                                                                           |
| 68    |         | Вильгельм I Завоеватель        | 1027—1087                             | руководитель нормандского завоевания Англии |
| 69    |         | Зигмунд Фрейд                  | 1856—1939                             | психолог, психиатр и невролог. Основатель психоанализа                                                                                                 |
| 70    |         | Эдвард Дженнер                 | 1749—1823                             | врач, разработал первую вакцину — против оспы |
| 71    |         | Вильгельм Рентген              | 1845—1923                             | физик, первый лауреат Нобелевской премии (1901) |
| 72    |         | Иоганн Бах                     | 1685—1750                             | композитор, представитель эпохи барокко, органист-виртуоз                                                                                              |
| 73    |         | Лао-цзы                        | V в. до н. э.                         | основоположник даосизма |
| 74    |         | Вольтер                        | 1694—1778                             | философ Эпохи Просвещения |
| 75    |         | Иоганн Кеплер                  | 1571—1630                             | астроном, механик, оптик. Первооткрыватель законов движения планет Солнечной системы                                                                   |
| 76    |         | Энрико Ферми                   | 1901—1954                             | физик, один из основоположников квантовой физики, один из руководителей Манхеттенского проекта                                                         |
| 77    |         | Леонард Эйлер                  | 1707—1783                             | математик и механик, внёсший фундаментальный вклад в развитие этих наук                                                                                |
| 78    |         | Жан-Жак Руссо                  | 1712—1778                             | писатель, мыслитель. Разработал прямую форму правления народа государством. Автор знаменитого романа Юлия, или Новая Элоиза                            |
| 79    |         | Никколо Макиавелли             | 1469—1527                             | мыслитель, философ, писатель, политический деятель |
| 80    |         | Томас Мальтус                  | 1766—1834                             | демограф и экономист. Автор теории, согласно которой неконтролируемый рост народонаселения должен привести к голоду на Земле                           |
| 81    |         | Джон Кеннеди                   | 1917—1963                             | президент США, при котором произошли — Карибский кризис, серьёзные шаги по уравниванию чернокожих в правах, начало космической программы США «Аполлон» |
| 82    |         | Грегори Пинкус                 | 1903—1967                             | биолог, известен как один из создателей пероральных противозачаточных таблеток                                                                         |
| 83    |         | Мани                           | 216—273                               | духовный учитель, основатель манихейства |
| 84    |         | Владимир Ленин                 | 1870—1924                             | революционер, основоположник марксизма-ленинизма, основатель СССР                                                                                      |
| 85    |         | Суй Вэнь-ди                    | 541—604                               | император, объединивший Китай |
| 86    |         | Васко да Гама                  | 1460—1524                             | мореплаватель эпохи Великих географических открытий. Командующий морской экспедицией, которая впервые в истории проплыла из Европы до Индии            |
| 87    |         | Кир II Великий                 | 593 год до н. э.—530 год до н. э.     | царь, основатель персидской державы Ахеменидов |
| 88    |         | Пётр I                         | 1672—1725                             | первый Император Всероссийский, развернул масштабные реформы российского государства                                                                   |
| 89    |         | Мао Цзэдун                     | 1893—1976                             | китайский государственный и политический деятель, главный теоретик маоизма                                                                             |
| 90    |         | Фрэнсис Бэкон                  | 1561—1626                             | английский философ, историк, политический деятель, основоположник эмпиризма                                                                            |
| 91    |         | Генри Форд                     | 1863—1947                             | промышленник, владелец заводов по производству автомобилей по всему миру, изобретатель. Основоположник фордизма                                        |
| 92    |         | Мэн-цзы                        | 372 год до н. э.—289 год до н. э.     | китайский философ, повлиявший на конфуцианство и неоконфуцианство                                                                                      |
| 93    |         | Заратустра                     | 628 год до н. э.—551 год до н. э.     | основатель зороастризма |
| 94    |         | Елизавета I                    | 1533—1603                             | королева Англии и Ирландии, с которой ассоциируется «золотой век Англии»                                                                               |
| 95    |         | Михаил Горбачёв                | 1931 — 2022                           | последний генеральный секретарь ЦК КПСС, первый и последний Президент СССР                                                                             |
| 96    |         | Менес                          | XXXI век до н. э.                     | основоположник I династии Древнего Египта, объединивший Верхний и Нижний Египет                                                                        |
| 97    |         | Карл Великий                   | 742—814                               | король франков, Император Запада |
| 98    |         | Гомер                          | VIII век до н. э.                     | древнегреческий поэт-сказитель, которому приписывается создание «Илиады» и «Одиссеи»                                                                   |
| 99    |         | Юстиниан I                     | 483—565                               | византийский император, полководец и реформатор. Его правление знаменует собой этап перехода от античности к Средневековью                             |
| 100   |         | Махавира                       | 599 год до н. э.—527 год до н. э.     | основатель джайнизма и джайнской философии, проповедник                                                                                                |

## Предприниматели
| Место | Портрет | Имя                           | Годы жизни                              | Примечания |
| ----- | ------- | ----------------------------- | --------------------------------------- | --- |
| 1     |         | Стив Джобс                    | 1955—2011                               | американский предприниматель, получивший широкое признание в качестве пионера эры IT-технологий |
| 2     |         | Генри Форд                    | 1863—1947                               | американский промышленник, владелец заводов по производству автомобилей по всему миру, изобретатель, автор 161 патента США                                                                                             |
| 3     |         | Джон Дэвисон Рокфеллер        | 1839—1937                               | американский предприниматель, филантроп, первый долларовый миллиардер в истории человечества. В 1870 году основал компанию Standard Oil                                                                                |
| 4     |         | Э́ндрю Ка́рнеги                 | 1835—1919                               | американский предприниматель, крупный сталепромышленник, мультимиллионер и филантроп |
| 5     |         | Корнелиус Вандербильт         | 1794—1877                               | один из богатейших и успешнейших предпринимателей США XIX столетия, основатель плутократического рода Вандербильтов |
| 6     |         | Джон Пирпонт Морган I         | 1837—1913                               | американский предприниматель, банкир и финансист |
| 7     |         | Майер Амшель Ротшильд         | 1744—1812                               | основатель международной династии выдающихся предпринимателей, основатель банка во Франкфурте-на-Майне, масон. Дело продолжили пять его сыновей: Амшель Майер, Соломон Майер, Натан Майер, Калман Майер, Джеймс Майер. |
| 8     |         | Уо́лтер Эла́йас Дисней          | 1901—1966                               | американский художник-мультипликатор, кинорежиссёр, актёр, сценарист и продюсер |
| 9     |         | Реймонд Альберт Крок          | 1902—1984                               | американский предприниматель, ресторатор, основатель корпорации McDonald’s |
| 10    |         | Акио Морита                   | 1921—1999                               | японский предприниматель, один из основателей корпорации Sony |
| 11    |         | Томас Кук                     | 1808—1892                               | британский предприниматель. Прославился тем, что изобрёл организованный туризм и в 1841 году открыл первое в истории туристическое агентство                                                                           |
| 12    |         | Томас Эдисон                  | 1847—1931                               | изобретатель и предприниматель |
| 13    |         | Роберт Бош                    | 1861—1942                               | немецкий промышленник, инженер и изобретатель; основатель компании Bosch |
| 14    |         | Фердинанд Артур По́рше         | 1872—1951                               | немецкий конструктор автомобилей и бронетанковой техники. Основатель компании Porsche |
| 15    |         | Эрнст Ве́рнер фон Си́менс       | 1816—1892                               | известный немецкий инженер, изобретатель, учёный, промышленник, основатель фирмы Siemens, общественный и политический деятель                                                                                          |
| 16    |         | Ганс Вильсдорф                | 1881—1960                               | немецкий предприниматель, основатель компании Rolex |
| 17    |         | Ли Бён Чхоль                  | 1910—1987                               | основатель «Samsung Group» и один из самых успешных бизнесменов Республики Корея |
| 18    |         | Антон и Жерар Филипс          | Антон (1874—1951)/ Жерар (1858—1942)    | предприниматели, основатели Philips |
| 19    |         | Сэм Уолтон                    | 1918—1992                               | американский бизнесмен, основатель сетей магазинов Wal-Mart и Sam's Club |
| 20    |         | Томас Джонстон Липтон         | 1848—1931                               | шотландский торговец и яхтсмен, создатель бренда чая «Липтон». Также он был самым стойким соперником в истории Кубка Америки                                                                                           |
| 21    |         | Юлиус Михаэль Йоханнес Магги  | 1846—1912                               | швейцарский кулинар и предприниматель, в 1882 году разработал производство быстрорастворимых гороховых и бобовых супов                                                                                                 |
| 22    |         | Айзек Зингер                  | 1811—1875                               | американский изобретатель и промышленник. Внёс существенный вклад в усовершенствование конструкции швейной машины |
| 23    |         | Гуччо Гуччи                   | 1881—1953                               | Модельер, основатель дома моды Gucci |
| 24    |         | Уильям Проктер и Джеймс Гэмбл | Проктер (1801—1884) / Гэмбл (1803—1891) | предприниматели, основатели Procter & Gamble |
| 25    |         | Коко Шанель                   | 1883—1971                               | французский модельер, основавшая модный дом Chanel и оказавшая существенное влияние на европейскую моду XX века |
| 26    |         | Дэвид Холл Макконнелл         | 1858—1937                               | основатель и президент Калифорнийской парфюмерной компании, которая позже получила название Avon Products |
| 27    |         | Пол Галвин                    | 1895—1959                               | Бизнесмен |
| 28    |         | Мартин Купер                  | род. 1928                               | американский инженер и физик, известен как человек, совершивший первый звонок по сотовому телефону |
| 29    |         | Макс Фактор                   | 1872—1938                               | американский бизнесмен еврейского происхождения, выходец из Российской империи. Основатель компании Max Factor |
| 30    |         | Ливай Страусс                 | 1829—1902                               | американский промышленник, основатель компании Levi Strauss & Co., изобретатель джинсов |
| 31    |         | Энцо Феррари                  | 1898—1988                               | итальянский конструктор, предприниматель и автогонщик. Основатель автомобилестроительной компании «Феррари» и одноимённой автогоночной команды                                                                         |
| 32    |         | Билл Гейтс                    | род. 1955                               | американский предприниматель и общественный деятель, филантроп, один из создателей компании Microsoft |
| 33    |         | Ингвар Феодор Кампрад         | 1926—2018                               | предприниматель из Швеции. Один из богатейших людей мира, основатель компании IKEA — сети магазинов, торгующих товарами для дома                                                                                       |
| 34    |         | Томас Дьюар                   | 1863—1930                               | английский предприниматель, производитель виски. В конце XIX века решил сделать виски узнаваемым во всём мире. Оставив старшего брата в Шотландии заниматься делами, он отправился в кругосветное путешествие          |
| 35    |         | Уоррен Баффетт                | род. 1930                               | американский предприниматель, крупнейший в мире и один из наиболее известных инвесторов, состояние которого на 2017 год оценивалось в 75 млрд долл. США                                                                |
| 36    |         | Роберт Кийосаки               | род. 1947                               | американский бизнесмен, инвестор, автор ряда книг по саморазвитию, педагог, мотивационный спикер |
| 37    |         | Говард Шульц                  | род. 1953                               | американский бизнесмен, наиболее известный как председатель совета директоров и CEO Starbucks |
| 38    |         | Фредерик Уоллас Смит          | род. 1944                               | американский бизнесмен; основатель, нынешний председатель совета директоров и президент компании FedEx |
| 39    |         | Майкл Делл                    | род. 1965                               | основатель и руководитель компании Dell. Начинал свою фирму в кустарных условиях, предоставляя самодельные модификации IBM PC                                                                                          |
| 40    |         | Джефф Безос                   | род. 1964                               | американский предприниматель. Глава и основатель интернет-компании Amazon.com, основатель и владелец аэрокосмической компании Blue Origin и владелец издательского дома The Washington Post                            |
| 42    |         | Ричард Брэнсон                | род. 1950                               | британский предприниматель, основатель корпорации Virgin Group, включающей в себя около 400 компаний различного профиля                                                                                                |
| 43    |         | Сергей Брин и Ларри Пейдж     | Брин (род. 1973)/ Пейдж (род. 1973)     | предприниматели, основатели Google |
| 44    |         | Соитиро Хонда                 | 1906—1991                               | основатель компании Honda Motor |
| 45    |         | Даниэль Сваровски             | 1862—1956                               | основатель австрийской хрустальной империи Swarovski |
| 47    |         | Кристиан Диор                 | 1905—1957                               | французский модельер одежды |
| 48    |         | Чарльз Роллс и Генри Ройс     | Чарльз (1877—1910) / Генри (1863—1933)  | британские предприниматели, инженеры, основавшие компанию Rolls-Royce |
| 49    |         | Джорджо Армани                | род. 1934                               | итальянский модельер и предприниматель, основатель компании Armani, один из богатейших людей Италии |
| 50    |         | Джанни Версаче                | 1946—1997                               | итальянский модельер и дизайнер, основатель модного дома Gianni Versace |
| 51    |         | Фил Найт                      | род. 1938                               | американский бизнесмен, один из основателей компании Nike |
| 52    |         | Марсель Бик                   | 1914—1994                               | основатель и соучредитель компании Bic, мирового лидера по производству одноразовых шариковых ручек |
| 53    |         | Кирк Керкорян                 | 1917—2015                               | американский предприниматель, миллиардер армянского происхождения |
| 54    |         | Судзуки, Митио                | 1887—1982                               | японский бизнесмен и изобретатель, основавший автомобильную корпорацию Suzuki |
| 55    |         | Марта Стюарт                  | род. 1941                               | американская бизнесвумен, телеведущая и писательница, получившая известность и состояние благодаря советам по домоводству                                                                                              |
| 56    |         | Росс Перо                     | 1930—2019                               | американский бизнесмен, филантроп, консервативный политик и независимый кандидат на пост президента США в 1992 и 1996 годах                                                                                            |
| 57    |         | Гордон Мур                    | 1929—2023                               | почётный председатель совета директоров и основатель корпорации Intel, основоположник «закона Мура» |
| 58    |         | Вильфредо Парето              | 1848—1923                               | итальянский инженер, экономист и социолог. Один из основоположников теории элит |

## Исключённые из основного списка в издании 1992 года
| Место | Портрет | Имя              | Годы жизни | Примечания                                                                         |
| ----- | ------- | ---------------- | ---------- | ---------------------------------------------------------------------------------- |
| 1     |         | Пабло Пикассо    | 1881—1973  | художник, скульптор, график, керамист и дизайнер. Один из основоположников кубизма |
| 2     |         | Нильс Бор        | 1885—1962  | физик-теоретик и общественный деятель, один из создателей современной физики       |
| 3     |         | Антуан Беккерель | 1852—1908  | физик, один из первооткрывателей радиоактивности                                   |

## Сокращённые биографии
| Место | Портрет | Имя                    | Годы жизни                        | Примечания |
| ----- | ------- | ---------------------- | --------------------------------- | --- |
| 1     |         | Фома Аквинский         | 1225—1274                         | философ и теолог, учитель церкви, основатель томизма. Сформулировал пять доказательств бытия Бога.                                                                          |
| 2     |         | Архимед                | 287 год до н. э.—212 год до н. э. | древнегреческий математик, физик и инженер |
| 3     |         | Чарльз Бэббидж         | 1791—1871                         | математик, изобретатель первой аналитической вычислительной машины |
| 4     |         | Хеопс                  | XXVI век до н. э.                 | второй фараон IV династии Древнего царства Египта, строитель Великой пирамиды                                                                                               |
| 5     |         | Мария Склодовская-Кюри | 1867—1934                         | учёная-экспериментатор (физик, химик), первый дважды нобелевская лауреат в истории                                                                                          |
| 6     |         | Бенджамин Франклин     | 1706—1790                         | политический деятель и учёный. Один из отцов-основателей США |
| 7     |         | Махатма Ганди          | 1869—1948                         | один из руководителей движения за независимость Индии от Великобритании. Автор философии ненасилия сатьяграха                                                               |
| 8     |         | Авраам Линкольн        | 1809—1865                         | 16-й президент США и первый от Республиканской партии, освободитель американских рабов                                                                                      |
| 9     |         | Фернан Магеллан        | 1480—1521                         | мореплаватель, совершившей первое кругосветное путешествие |
| 10    |         | Леонардо да Винчи      | 1452—1519                         | живописец, скульптор, архитектор и учёный, изобретатель, писатель, один из крупнейших представителей искусства Высокого Возрождения, яркий пример «универсального человека» |

## Остальные почётные упоминания
| Место | Портрет | Имя                         | Годы жизни                           | Примечания |
| ----- | ------- | --------------------------- | ------------------------------------ | --- |
| 1     |         | Авраам                      | XX век до н. э.                      | библейский персонаж, родоначальник монотеистических авраамических религий |
| 2     |         | Говард Эйкен                | 1900—1973                            | пионер компьютеростроения. Руководил работами по созданию первого американского компьютера «Марк I».                                                                                         |
| 3     |         | Эзоп                        | VI век до н. э.                      | древнегреческий баснописец |
| 4     |         | Сьюзен Энтони               | 1820—1906                            | американская феминистка и борец за гражданские права женщин |
| 5     |         | Аристарх Самосский          | 310 год до н. э.—230 год до н. э.    | древнегреческий астроном, математик и философ, впервые предложивший гелиоцентрическую систему мира                                                                                           |
| 6     |         | Ричард Аркрайт              | 1732—1792                            | английский текстильный промышленник, изобретатель эпохи промышленной революции. Родоначальник промышленного способа производства                                                             |
| 7     |         | Нил Армстронг               | 1930—2012                            | астронавт НАСА. Первый человек, ступивший на Луну |
| 8     |         | Иеремия Бентам              | 1748—1832                            | английский социолог, юрист, один из теоретиков политического либерализма, родоначальник утилитаризма                                                                                         |
| 9     |         | Отто фон Бисмарк            | 1815—1898                            | канцлер Германской империи, осуществивший план объединения Германии |
| 10    |         | Луи де Бройль               | 1892—1987                            | физик-теоретик, один из основоположников квантовой механики |
| 11    |         | Сади Карно                  | 1796—1832                            | физик и математик, первооткрыватель цикла Карно |
| 12    |         | Уинстон Черчилль            | 1874—1965                            | премьер-министр Великобритании, лауреат Нобелевской премии по литературе |
| 13    |         | Карл фон Клаузевиц          | 1780—1831                            | прусский офицер и военный писатель. Своим сочинением «О войне» произвёл переворот в теории и основах военных наук                                                                            |
| 14    |         | Рудольф Клаузиус            | 1822—1888                            | физик, механик и математик, автор работ по термодинамике |
| 15    |         | Готтлиб Даймлер             | 1834—1900                            | инженер, конструктор и промышленник. Разработал совместно с В. Майбахом один из первых автомобилей                                                                                           |
| 16    |         | Данте Алигьери              | 1265—1321                            | поэт, один из основоположников литературного итальянского языка. Создатель «Комедии» (позднее получившей эпитет «Божественной»)                                                              |
| 17    |         | Давид                       | 1037 год до н. э.—965 год до н. э.   | царь Израиля |
| 18    |         | Демокрит                    | 460 год до н. э.—370 год до н. э.    | древнегреческий философ, один из основателей атомистики и материалистической философии |
| 19    |         | Мэри Бейкер-Эдди            | 1821—1910                            | американская писательница и общественно-религиозный деятель, основательница религиозной секты «Христианская наука».                                                                          |
| 20    |         | Роберт Эттингер             | 1918—2011                            | американский учёный, основатель крионики |
| 21    |         | Джордж Фокс                 | 1624—1691                            | ремесленник, основатель Религиозного Общества Друзей (квакеров) |
| 22    |         | Фридрих II (король Пруссии) | 1712—1786                            | король Пруссии с 1740 года, один из основоположников прусско-германской государственности |
| 23    |         | Бетти Фридан                | 1921—2006                            | одна из лидеров американского феминизма |
| 24    |         | Гален                       | 129—199                              | римский (греческого происхождения) медик, хирург и философ |
| 25    |         | Карл Фридрих Гаусс          | 1777—1855                            | немецкий математик, механик, физик и астроном, «король математиков» |
| 26    |         | Хаммурапи                   | 1813 год до н. э.—1750 год до н. э.  | царь Вавилона, к концу правления под его властью оказалась вся Месопотамия. Составил Свод законов Хаммурапи                                                                                  |
| 27    |         | Георг Гегель                | 1770—1831                            | немецкий философ, один из творцов немецкой классической философии и философии романтизма |
| 28    |         | Генрих VIII                 | 1491—1547                            | король Англии с 1509 года. Принял решение разорвать связь с папством |
| 29    |         | Генрих Мореплаватель        | 1394—1460                            | португальский инфант, организатор многих португальских морских экспедиций на юг вдоль западноафриканского побережья                                                                          |
| 30    |         | Теодор Герцль               | 1860—1904                            | еврейский общественный и политический деятель, основатель Всемирной сионистской организации                                                                                                  |
| 31    |         | Гиппократ                   | 460 год до н. э.—370 год до н. э.    | древнегреческий врач, «отец медицины» |
| 32    |         | Томас Гоббс                 | 1588—1679                            | английский философ-материалист, один из основателей теории общественного договора и теории государственного суверенитета                                                                     |
| 33    |         | Джеймс Хаттон               | 1726—1797                            | естествоиспытатель, геолог, физик и химик. Его считают отцом современной геологии и геохронологии. Ему принадлежат теории геологического актуализма и плутонизма                             |
| 34    |         | Эхнатон                     | 1375 год до н. э.—1336 год до н. э.  | фараон Древнего Египта, религиозный реформатор |
| 35    |         | Исаия                       | VIII век до н. э. — VII век до н. э. | один из великих библейских пророков |
| 36    |         | Жанна д’Арк                 | 1412—1431                            | национальная героиня Франции, одна из главнокомандующих французскими войсками в Столетней войне                                                                                              |
| 37    |         | Иммануил Кант               | 1724—1804                            | философ, родоначальник немецкой классической философии |
| 38    |         | Мустафа Кемаль Ататюрк      | 1881—1938                            | первый президент Турецкой Республики, основатель современного турецкого государства |
| 39    |         | Джон Кейнс                  | 1883—1946                            | английский экономист, основатель кейнсианского направления в экономической теории |
| 40    |         | Хар Гобинд Корана           | 1922—2011                            | молекулярный биолог, лауреат Нобелевской премии по физиологии и медицине в 1968 году (совместно с Р. Холли и М. Ниренбергом) «за расшифровку генетического кода и его роли в синтезе белков» |
| 41    |         | Мартин Лютер Кинг           | 1929—1968                            | лидер Движения за гражданские права чернокожих в США |
| 42    |         | Альфред Кинси               | 1894—1956                            | американский биолог, исследователь в области человеческой сексуальности. «Отец сексологии».                                                                                                  |
| 43    |         | Густав Роберт Кирхгоф       | 1824—1887                            | немецкий физик |
| 44    |         | Хубилай                     | 1215—1294                            | монгольский хан, основатель монгольского государства Юань, в состав которого входил Китай |
| 45    |         | Готфрид Вильгельм Лейбниц   | 1646—1716                            | немецкий математик и философ |
| 46    |         | Этьен Ленуар                | 1822—1900                            | изобретатель, в том числе изобрёл двигатель внутреннего сгорания |
| 47    |         | Лю Бан                      | 256 год до н. э.—195 год до н. э.    | первый император китайской династии Хань |
| 48    |         | Людовик XIV                 | 1638—1715                            | король Франции |
| 49    |         | Джеймс Мэдисон мл.          | 1751—1836                            | четвёртый президент США, один из авторов Конституции США |
| 50    |         | Богородица                  | 20 до н. э.—45 н. э.]                | земная мать Иисуса Христа |
| 51    |         | Император Мэйдзи            | 1852—1912                            | император Японии, правивший страной 45 лет |
| 52    |         | Дмитрий Иванович Менделеев  | 1834—1907                            | русский учёный |
| 53    |         | Шарль Луи де Монтескьё      | 1689—1755                            | французский писатель |
| 54    |         | Мария Монтессори            | 1870—1952                            | итальянский педагог |
| 55    |         | Сэмюэл Морзе                | 1791—1872                            | американский изобретатель |
| 56    |         | Вольфганг Амадей Моцарт     | 1756—1791                            | австрийский композитор |
| 57    |         | Муавия I ибн Абу Суфьян     | 603—680                              | основатель и первый халиф династии Омейядов |
| 58    |         | Джерард О’Нилл              | 1927—1992                            | американский физик, сторонник активных мер по изучению Вселенной |
| 59    |         | Блез Паскаль                | 1623—1662                            | французский математик, механик, физик, литератор и философ |
| 60    |         | Иван Петрович Павлов        | 1849—1936                            | русский учёный, физиолог, создатель науки о высшей нервной деятельности и представлений о процессах регуляции пищеварения, лауреат Нобелевской премии                                        |
| 61    |         | Марко Поло                  | 1254—1324                            | итальянский купец и путешественник |
| 62    |         | Клавдий Птолемей            | 87—165                               | позднеэллинистический астроном, автор классической монографии «Альмагест» |
| 63    |         | Пифагор                     | 570 до н. э.—490 до н. э.            | древнегреческий философ, математик и мистик, создатель религиозно-философской школы пифагорейцев.                                                                                            |
| 64    |         | Рональд Рейган              | 1911—2004                            | 40-й президент США (1981—1989) |
| 65    |         | Рембрандт                   | 1606—1669                            | голландский художник, рисовальщик и гравёр |
| 66    |         | Франклин Рузвельт           | 1882—1945                            | 32-й президент США (1933—1945) |
| 67    |         | Шанкара                     | 788—820                              | индийский мыслитель, ведущий представитель Веданты, религиозный реформатор |
| 68    |         | Эрвин Шрёдингер             | 1887—1961                            | австрийский физик-теоретик, один из создателей квантовой механики, лауреат Нобелевской премии по физике (1933)                                                                               |
| 69    |         | Уильям Шокли                | 1910—1989                            | американский физик, исследователь полупроводников, лауреат Нобелевской премии по физике (1956)                                                                                               |
| 70    |         | Джозеф Смит                 | 1805—1844                            | американский религиозный деятель, основатель Церкви Иисуса Христа Святых последних дней (мормоны)                                                                                            |
| 71    |         | Сократ                      | 469 до н. э.—399 до н. э.            | древнегреческий философ, учение которого знаменует поворот в философии — от рассмотрения природы и мира к рассмотрению человека                                                              |
| 72    |         | Софокл                      | 495 до н. э.—406 до н. э.            | афинский драматург, трагик |
| 73    |         | Сунь Ятсен                  | 1866—1925                            | китайский революционер, основатель партии Гоминьдан, посмертно получил титул «отца нации» |
| 74    |         | Уильям Тальбот              | 1800—1877                            | английский физик и химик, один из изобретателей фотографии |
| 75    |         | Тамерлан                    | 1336—1405                            | среднеазиатский полководец, основатель империи Тимуридов |
| 76    |         | Эдвард Теллер               | 1908—2003                            | американский физик, руководитель работ по созданию американской водородной бомбы |
| 77    |         | Генри Торо                  | 1817—1862                            | американский писатель, общественный деятель, аболиционист |
| 78    |         | Чарлз Таунс                 | 1915—2015                            | американский физик, лауреат Нобелевской премии по физике (1964), один из изобретателей лазера и мазера                                                                                       |
| 79    |         | Гарри Трумэн                | 1884—1972                            | 33-й президент США в 1945—1953 годах |
| 80    |         | Алессандро Вольта           | 1745—1827                            | итальянский физик, химик и физиолог, один из основоположников учения об электричестве |
| 81    |         | Зельман Ваксман             | 1888—1973                            | американский микробиолог и биохимик, лауреат Нобелевской премии по физиологии и медицине (1952)                                                                                              |
| 82    |         | Джеймс Уотсон/Фрэнсис Крик  | р. 1928/ (1916—2004)                 | молекулярные биологи, лауреаты Нобелевской премии по физиологии и медицине (1962) |
| 83    |         | Роберт Уотсон-Уотт          | 1892—1973                            | шотландский физик, изобретатель радара |
| 84    |         | Мэри Шелли                  | 1797—1851                            | английская писательница |
| 85    |         | Фрэнк Ллойд Райт            | 1867—1959                            | американский архитектор-новатор, создал «органическую архитектуру» |
| 86    |         | Борис Ельцин                | 1931—2007                            | президент Российской Федерации (1991—1999) |
| 87    |         | Владимир Зворыкин           | 1888—1982                            | русско-американский инженер. Один из изобретателей современного телевидения |